# WX Андромеды
WX Андромеды (лат. WX Andromedae) — двойная затменная переменная звезда типа Алголя (EA)* в созвездии Андромеды на расстоянии приблизительно 5527 световых лет (около 1695 парсеков) от Солнца. Видимая звёздная величина звезды — от +13,8m до +12,1m. Орбитальный период — около 3,0011 суток.

## Характеристики
Первый компонент — жёлто-белая звезда спектрального класса F5IV', или A2, или A7IV, или A9V. Радиус — около 2,85 солнечных, светимость — около 18,149 солнечных. Эффективная температура — около 7061 K.
Второй компонент — оранжево-жёлтая звезда спектрального класса G9IV, или K2V'.